# Maccartismo

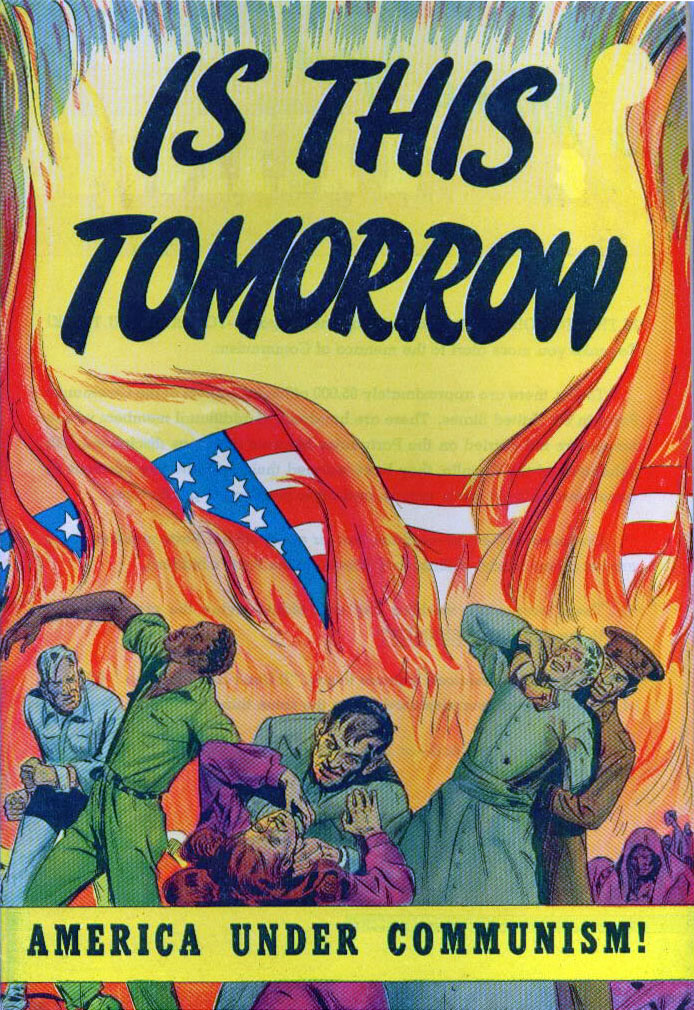
Copertina di un fumetto di propaganda americano titolante: È questo il domani? L'America sotto il Comunismo!

Il maccartismo fu un atteggiamento politico-amministrativo manifestatosi nella storia degli Stati Uniti d'America nei primi anni Cinquanta del XX secolo, caratterizzato da un’esasperata repressione nei confronti di persone, gruppi e comportamenti ritenuti filo comunisti e quindi sovversivi.
Deve il suo nome al senatore Joseph McCarthy (1908-1957), che diresse la principale commissione per la repressione delle attività antiamericane operando attacchi personali, spesso privi di fondamento, nei confronti di funzionari governativi, uomini di spettacolo e di cultura, ecc. da lui considerati comunisti e quindi pericolosi per lo stile di vita della società americana. L'infondatezza delle accuse, spesso arbitrarie, che hanno coinvolto molte personalità di spicco della politica e della cultura degli Stati Uniti, ha fatto sì che il fenomeno fosse chiamato anche caccia alle streghe, per richiamare le evidenti analogie. Il termine è rimasto in uso nella polemica politica soprattutto per indicare un anticomunismo radicale e preconcetto.
In questi anni vi furono crescenti paure di "influenze comuniste" sulle istituzioni statunitensi (la cosiddetta "paura rossa") favorite anche dalla scoperta di clamorosi casi di spionaggio a favore dell'Unione Sovietica, come il caso Rosenberg, dall'aumento della tensione causato dal consolidarsi dell'egemonia sovietica sull'Europa orientale, dal successo della rivoluzione comunista cinese (1949) e dalla guerra di Corea (1950-1953).
Si può ritenere che il maccartismo abbia avuto termine nel gennaio 1955, quando Joseph McCarthy si dimise dalla presidenza della commissione parlamentare d'inchiesta a seguito di una mozione di censura contro di lui votata dal Senato; la mozione era stata presentata in seguito ad una campagna che egli aveva condotto contro alti gradi dell'esercito, che accusava di simpatie comuniste.

## Origine del termine
(Eleanor Roosevelt)
Il termine "maccartismo" fu coniato dal disegnatore satirico Herbert Lock (Herblock) e deriva dal nome del senatore repubblicano del Wisconsin Joseph McCarthy. Il termine ha acquisito una connotazione di falsa accusa, d'isteria di massa e di attacco governativo alle minoranze politiche.

## I controlli

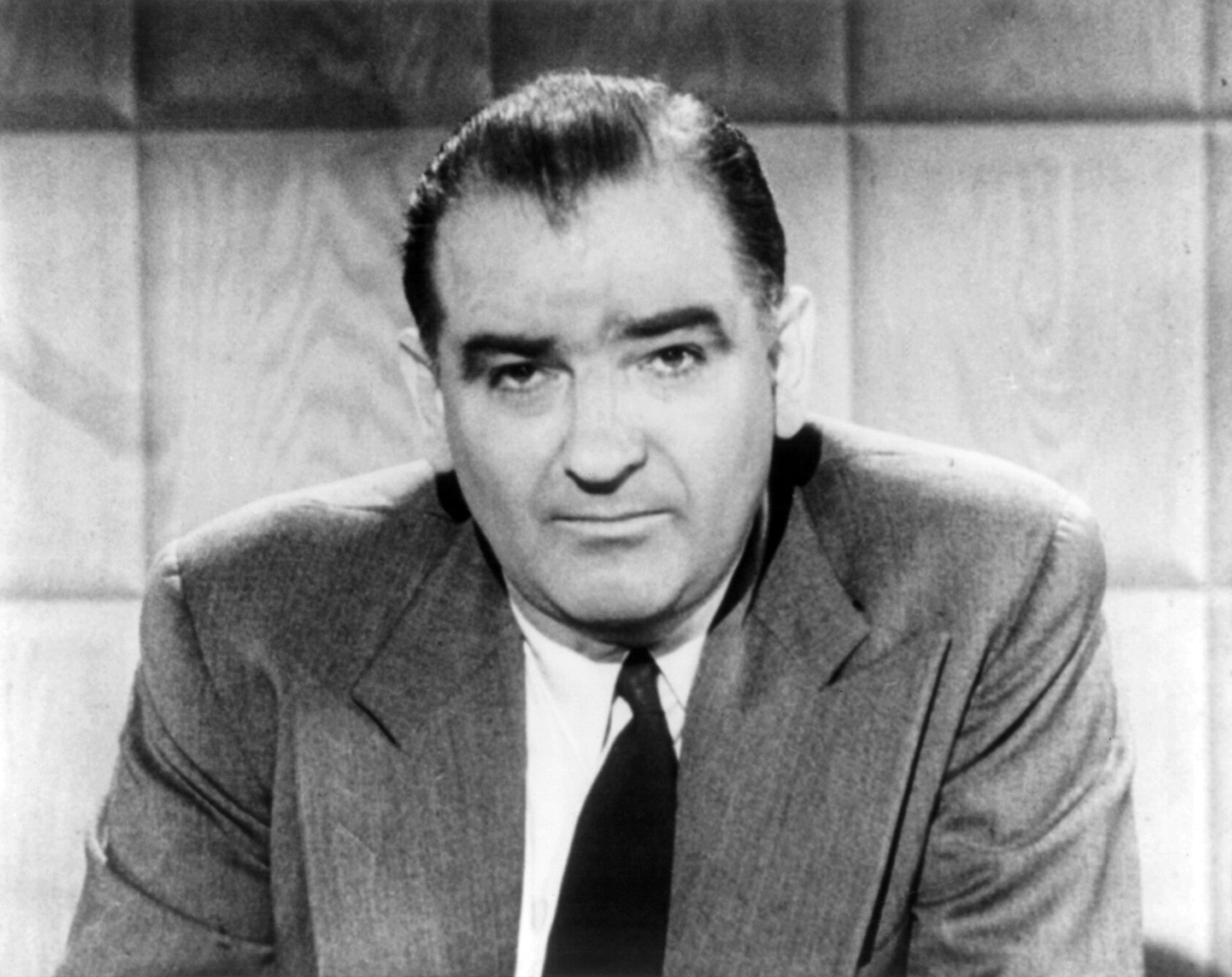
Il senatore Joseph McCarthy (1908-1957) nel 1954

Uno degli elementi principali del maccartismo fu il controllo di sicurezza interno applicato sugli impiegati del governo federale, eseguito dall'FBI di J. Edgar Hoover. Questo dettagliato programma investigava tutti gli impiegati su eventuali connessioni comuniste, impiegando testimonianze fornite da fonti anonime che i soggetti all'investigazione non erano in grado di identificare o con cui non potevano confrontarsi. Dal 1951 il programma richiese un certo grado di dimostrazione per licenziare un impiegato statale. Doveva esistere un "ragionevole dubbio" sulla sua lealtà; in precedenza era sufficiente un "ragionevole motivo" per ritenerli sleali.
Le audizioni condotte dal Senatore Joseph McCarthy diedero alla paura rossa (Red Scare) il nome che è entrato nell'uso comune, ma la "paura rossa" precedette la vertiginosa ascesa di McCarthy nel 1950 e continuò dopo che venne screditato, dalla censura del Senato, nel dicembre 1954, a seguito della sua disastrosa investigazione sull'esercito statunitense, su cui la commissione parlamentare d'inchiesta iniziò le udienze il 22 aprile di quell'anno. Il nome di McCarthy venne associato al fenomeno principalmente a causa del suo predominio nei mass-media; la sua natura franca e imprevedibile lo rese la figura rappresentativa ideale dell'anticomunismo, anche se probabilmente non fu il più importante tra i suoi esponenti.

## Indagini a Hollywood
L'ambiente di Hollywood, dove lavoravano molti europei simpatizzanti per le sinistre costretti a emigrare dopo l'avvento del nazismo, fu particolarmente colpito, ma furono colpiti anche elementi liberali. Charlie Chaplin fu una delle persone accusate di attività antiamericane e l'FBI si attivò per fare in modo che venisse cancellato il suo visto di rientro, quando nel 1952 lasciò gli Stati Uniti per un soggiorno in Europa. In effetti, la sua carriera cinematografica negli USA finì nonostante egli non fosse stato dichiarato colpevole di alcun reato.
Walt Disney testimoniò il 24 ottobre 1947 davanti alla Commissione per le attività antiamericane; nell'interrogatorio parlò dello sciopero avvenuto durante la lavorazione del film Dumbo di Herbert Sorrell, David Hilberman e William Pomerance, ma a sua volta fu sospettato di essere comunista. Edward Dmytryk ed Elia Kazan furono obbligati a denunciare i propri colleghi. Furono interrogati anche Robert Taylor, Louis B. Mayer, Adolphe Menjou e Gary Cooper. Il compositore di colonne sonore Elmer Bernstein fu messo nella condizione di non lavorare più alle produzioni di primo livello. Anche Arthur Miller finì sotto inchiesta e come conseguenza Marilyn Monroe, moglie dello scrittore, chiese aiuto a John Fitzgerald Kennedy. Lo sceneggiatore Dalton Trumbo fu condannato per essere affiliato al Partito Comunista e costretto a trasferirsi in Messico, dove continuò il suo lavoro sotto falso nome.

## Ambiente scientifico
Furono messi sotto sorveglianza anche alcuni scienziati, come Albert Einstein e Linus Pauling. A quest'ultimo nel 1952 fu ritirato il passaporto, che gli venne restituito qualche anno dopo quando vinse il premio Nobel per la chimica.

## I processi
Gli elementi pubblicamente più visibili del maccartismo furono i processi di coloro che vennero accusati di essere agenti comunisti all'interno del governo. I due processi più famosi furono quello di Alger Hiss (il cui processo iniziò prima che McCarthy iniziasse a pubblicare la sua lista), che non fu accusato direttamente di spionaggio ma di spergiuro, e quello di Julius ed Ethel Rosenberg, che si concluse con la loro condanna a morte. Tali processi si basavano in genere su notizie fornite da informatori, come Whittaker Chambers nel caso di Hiss e Klaus Fuchs, Harry Gold e David Greenglass, le cui confessioni e testimonianze furono vitali per il processo Rosenberg.
La crociata anticomunista di McCarthy perse colpi nell'aprile 1954, quando le udienze del sottocomitato senatoriale da lui presieduto (all'interno del Government Operations Committee, era il Permanent Subcommittee on Investigations) vennero trasmesse per la prima volta dalla televisione: il pubblico statunitense ricevette un'impressione molto negativa dal comportamento di McCarthy e dalla sua gestione delle indagini. La stampa iniziò anche a rendere noto come McCarthy aveva rovinato la vita di molte persone con accuse che non erano sostenute da nessuna prova o, in certi casi, da prove false.
McCarthy soffrì un duro contraccolpo nell'opinione pubblica e venne investigato e censurato dal Senato per non aver cooperato con i membri del comitato investigativo, e per averli chiamati pubblicamente gli "agenti involontari" e i "procuratori de facto" del Partito Comunista. Dopo la censura, McCarthy perse la presidenza del comitato e uscì di scena, mentre la Commissione per le attività antiamericane della Camera fu l'unica a proseguire in qualche modo l'attività in questa materia.
Quando le comunicazioni degli agenti sovietici intercettate e decodificate durante la guerra fredda vennero rese pubbliche (vedi Progetto Venona) e si aprirono gli archivi sovietici, l'opinione pubblica ebbe dettagliate informazioni sullo spionaggio sovietico negli Stati Uniti. Venona aveva individuato 349 persone operanti attività di spionaggio negli Stati Uniti, compresi anche dipendenti del governo. Secondo la NSA queste persone erano o impegnate in attività clandestine o erano state avvicinate dall'intelligence sovietica, con risultati non chiari. Non ci sono comunque indicazioni che McCarthy avesse accesso alle informazioni di Venona ai tempi delle sue accuse. Del resto, né Venona né gli archivi sovietici hanno prodotto prove a favore della colpevolezza di gran parte delle persone accusate da McCarthy.

## Il maccartismo come concetto generico
Fin dai tempi della "paura rossa" guidata da Joseph McCarthy, il termine maccartismo è entrato in uso come termine generale per i fenomeni di pressioni di massa, persecuzioni e schedature utilizzati per instillare il conformismo con il credo politico prevalente.
L'opera teatrale Il crogiuolo di Arthur Miller, scritta durante l'era di McCarthy, utilizzò il processo alle streghe di Salem come metafora del maccartismo degli anni cinquanta, suggerendo che un tale processo di persecuzione può avvenire in qualsiasi momento e in qualsiasi luogo. Il romanzo distopico Fahrenheit 451, di Ray Bradbury (1953) tratta anch'esso lo stesso tema generale. Nel 1991 sulle vicende hollywoodiane del maccartismo venne girato il film franco-statunitense Indiziato di reato (Guilty by Suspicion) di Irwin Winkler, con Robert De Niro e Annette Bening.
Anche dopo l'era di McCarthy, i timori di rinnovate forme di persecuzione maccartista si sono rinnovati. Ad esempio, nel 2003, sorse l'intolleranza contro gli appartenenti all'industria cinematografica e televisiva, tra le altre, che si opposero alla guerra in Iraq. Molti sono stati accusati di essere "antiamericani" o "non patriottici" per aver preso pubblicamente posizione su questioni di coscienza, o per aver semplicemente espresso punti di vista opposti a quelli del governo. Alcuni, compreso il celebre giornalista Peter Arnett e il produttore Ed Gernon, furono denunciati dai loro datori di lavoro e persero l'impiego, venendo in seguito lautamente risarciti.